# 傅师德
傅师德（欧内斯特·福斯特，1895年—？），美国圣公会传教士。南京大屠杀期间，任国际红十字会南京委员会秘书长。

## 生平
1895年出生于费城，1917年毕业于普林斯顿大学，并在巴尔的摩的圣保罗学校担任了两年助理。1920年，受美国圣公会差遣，前往中国担任传教士，在扬州美汉中学教书。1936年在波斯顿与克拉丽莎·汤森（Clarissa Townsend）结婚，随后夫妇二人返回扬州。
南京大屠杀一个月前，傅师德夫妇二人来到南京圣保罗堂担任牧师。11月底，克拉丽莎前往汉口，并于次年1月中旬通过香港抵达上海。傅师德与约翰·马吉留在南京，任国际红十字会南京委员会秘书长，1938年7月接替史迈士出任南京国际救济委员会秘书，1939年4月离开南京。